# ألفارو زامورا
ألفارو خوسيه زامورا ماتا (بالإسبانية: Álvaro José Zamora Mata) هو لاعب كرة قدم محترف كوستاريكي من مواليد 9 مارس 2002، يلعب في مركز خط الوسط لنادي ديبورتيفو سابريسا كما يلعب لمنتخب كوستاريكا.

## روابط خارجية
- ألفارو زامورا على فرق كرة القدم الوطنية.كوم